# Diplura lineata
Diplura lineata är en spindelart som först beskrevs av Lucas 1857.  Diplura lineata ingår i släktet Diplura och familjen Dipluridae. Inga underarter finns listade i Catalogue of Life.